# Bristol Type 223
El Bristol Type 223 fue uno de los primeros diseños de un avión de transporte supersónico. A finales de la década de 1950 y principios de la de 1960, la Bristol Aeroplane Company estudió una serie de modelos como parte de un gran esfuerzo interempresarial británico financiado por el Gobierno. Estos modelos finalmente culminaron en el Type 223, un transporte transatlántico para unos 100 pasajeros a una velocidad de alrededor de Mach 2. Casi al mismo tiempo, Sud Aviation en Francia estaba desarrollando el similar diseño Super-Caravelle, y en noviembre de 1962 los esfuerzos se fusionaron para crear el proyecto Concorde.

## Desarrollo

### Antecedentes
En el Reino Unido, como en otras partes durante la década de 1950, la industria aeronáutica había estado produciendo una serie de aviones de pruebas supersónicos y había estudiado ampliamente los problemas del vuelo sostenido a alta velocidad. A mediados de la década de 1950, se había demostrado que dos diseños tenían una relación sustentación-resistencia adecuada para un crucero supersónico: un ala en M de flecha pronunciada, iniciada en Armstrong-Whitworth para vuelos ligeramente supersónicos, y alas en delta muy delgadas adecuadas para una amplia gama de velocidades. Se habían considerado y encontrado factibles velocidades superiores a Mach 3, pero parecía que un límite superior práctico era Mach 2,2; por encima de esta velocidad, el duraluminio utilizado para la construcción de la mayoría de las aeronaves comenzaría a ablandarse debido al calor de la fricción, y sería necesario utilizar algún material nuevo en su lugar. Se consideró el acero inoxidable, pero el Bristol 188 demostró que era difícil y costoso.

### STAC
En 1956 hubo suficiente interés oficial en esta investigación como para que se formara el Supersonic Transport Aircraft Committee (Comité del Avión de Transporte Supersónico), o STAC, bajo la dirección de Sir Morien Morgan, para investigar la creación de un transporte supersónico. Su primer informe, en 1959, recomendaba dos diseños. Uno era un avión de pasajeros de alcance medio, con ala en M y velocidad de Mach 1,2; y el otro tenía un diseño de ala recta, con velocidad de Mach 1,8 y seis motores en las puntas de las alas. Sin embargo, poco después los estudios en el Royal Aircraft Establishment comenzaron a favorecer al arco conopial y los contratos de diseño que utilizaban esta forma fueron otorgados a Hawker Siddeley y a Bristol a finales de 1959. A ambos se les pidió que analizaran estructuras de aleación de aluminio de Mach 2,2 y de acero inoxidable de Mach 2,7. El diseño de Mach 2,7 de Bristol fue denominado Type 213. Su diseñador, Archibald Russell, se vio influenciado por los problemas de construcción y los gastos que supuso el Bristol 188, y se inclinó por el avión de aleación de menor velocidad.
El diseño de ala delgada del Type 213 fue el preferido por el STAC y un contrato de 1961 alentó una serie detallada de estudios de un avión de 130 asientos, Mach 2,2 y propulsado por seis motores Bristol Olympus bajo la etiqueta genérica Type 198. Consciente del gran gasto que supondría el proyecto, el STAC solicitó a Bristol que compartiera los costes con un socio extranjero. En 1961, Sud Aviation reveló sus planes para el Super-Caravelle en el Salón Aeronáutico de París, un avión más pequeño que el Type 198. Bristol propuso un diseño que se encontraba entre el Super Caravelle y el Type 198, al que llamaron Type 223; los franceses estaban considerando una versión ligeramente más grande del Super Caravelle y las dos compañías tenían una especificación por un acuerdo para construir un avión en conjunto. A lo largo de 1962, ellos y sus respectivos gobiernos negociaron la formación de un consorcio para compartir los costes de desarrollo y producción, estimados entre 15 y 170 millones de libras esterlinas. El 29 de noviembre de 1962, el ministro de Aviación del Reino Unido, Julian Amery, y el embajador francés, Geoffrey de Courcel, firmaron un acuerdo conjunto y el proyecto Concorde comenzó su andadura.

## Especificaciones
Referencia datos: Barnes C.H. Bristol Aircraft since 1910 p.383

### Características generales
- Tripulación: Seis
- Capacidad: 90 pasajeros
- Longitud: 53,8 m (176,5 ft)
- Envergadura: 21,3 m (70 ft)
- Altura: 10,7 m (35 ft)
- Superficie alar: 340 m² (3659,8 ft²)
- Peso vacío: 47 174 kg (103 971,5 lb)
- Peso cargado: 114 169 kg (251 628,5 lb)
- Planta motriz: 4× turborreactor Bristol-Siddeley Olympus 593.
  - Empuje normal: 120 kN (12 236 kgf; 26 977 lbf) de empuje cada uno.

### Rendimiento
- Velocidad máxima operativa (Vno): 2330 km/h (1448 MPH; 1258 kt)
- Alcance: 5300 km (2862 nmi; 3293 mi)
- Techo de vuelo: 18 000 m (59 055 ft)

## Aeronaves relacionadas

### Aeronaves similares
- Boeing 2707
- Lockheed L-2000
- Túpolev Tu-144

### Secuencias de designación
- Secuencia Numérica (interna de Bristol): ← 191 - 192 - 193 - 198 - 200 - 213 - 223